# Nikolaus Joseph Albert von Diesbach
Nikolaus Joseph Albert von Diesbach (auch: Diessbach; * 15. Februar 1732 in Bern; † 22. Dezember 1798 in Wien) war ein Schweizer römisch-katholischer Geistlicher und Jesuit, der in Turin und Wien wirkte.

## Leben und Werk

### Herkunft und Konversion
Nikolaus Albert von Diesbach entstammte einer Berner Patrizierfamilie und wurde im calvinistischen Glauben erzogen. Eine militärische Karriere in der Armee Karl Emmanuels I. von Sardinien führte ihn in den Raum Turin, Nizza und Alessandria. Bereits Ende 1749 wurde er Hauptmann. 1754 bewog ihn die Begegnung mit einer jungen Frau in Nizza, die er in Turin heiratete, zum Übertritt zum katholischen Glauben wie auch zum Wechsel in ein katholisches Regiment.

### Der Jesuit
Als er nach drei Jahren Ehe seine Frau verlor, gab er sein Töchterchen in die Obhut der Visitantinnen von Nizza und trat 1759 in Genua in den Jesuitenorden ein. Er nannte sich ab sofort Nikolaus Joseph Albert, studierte in Mailand und empfing 1764 in Freiburg im Üechtland durch den Bischof von Lausanne die Priesterweihe. Ab 1769 war er in Turin und wirkte als missionarischer Wanderprediger. 1773 erlebte er die Aufhebung des Jesuitenordens und hielt sich kurzzeitig im Kloster Hauterive auf.

### Der Antiaufklärer und Gründer der Freundeskreise
Zur Bekämpfung des von Voltaire geprägten Unglaubens der Oberschicht publizierte der dreisprachige Diesbach mit dem Eifer des Konvertiten (in französischer Sprache, mit Übersetzung ins Italienische) mehrere Werke. Unter dem Schutz von Kardinal Carlo Vittorio Amedeo delle Lanze wurde er zum einflussreichen Seelsorger und zum religiösen Mittelpunkt Savoyens. Er gründete einen katholischen Freundeskreis (Amicizia cristiana) zur Verbreitung von Schrifttum an die Zirkel des Adels und einen Priesterfreundeskreis (Amicizia sacerdotale), dem Pio Bruno Lanteri angehörte. 1782 wurde er als Kandidat für die Nachfolge des Bischofs von Lausanne gehandelt, ihm fehlte jedoch die Herkunft aus dem Kanton.

### Wirksamkeit in Wien
Mit Lanteri zusammen begab er sich 1782 im Gefolge Pius’ VI. nach Wien, wo er mit Josef von Penkler, Maximilian Hell und Klemens Maria Hofbauer zusammentraf und vor allem letzteren entscheidend prägte, indem er ihn auf Alfons von Liguori und seine Theologie der Barmherzigkeit (statt jansenistischem Rigorismus und einer Theologie der Angst) aufmerksam machte. Mit Schwerpunkten in Turin, Paris (dort durch Schüler) und später vor allem Wien (sein ständiger Aufenthaltsort ab 1790) kämpfte Diesbach einen vorromantischen Kampf gegen die aufklärerischen Strömungen, die er für verderblich hielt. 1788 hielt er mit Elisabeth von Württemberg (1767–1790) geistliche Übungen ab. 1790 forderte er Kaiser Leopold II. in einer umfangreichen Denkschrift (mit dem Titel Mémoire d’un Jésuite à S. M. pour rétablir les Jésuites et contre les Jansénistes) auf, die Kirchenpolitik Josefs II. aufzugeben, den Jansenismus zu verwerfen und die Gesellschaft Jesu wieder zuzulassen.

### Tod in Wien und Würdigung
Diesbach starb im Alter von 66 Jahren in Wien aus ungeklärten Gründen, möglicherweise als Opfer eines Attentats. Er wurde auf dem Romantikerfriedhof Maria Enzersdorf beigesetzt (das Grab ist verfallen). Hofbauer nannte ihn am 19. August 1802 einen «vir doctus eximie et sanctus eminenter» (ausserordentlich gelehrt und von grosser Heiligkeit). Innerkofler sprach von einer «Heldengestalt katholischen Priestertums». Decot nennt ihn eine «überragende Persönlichkeit».

## Werke
- Le Chrétien catholique inviolablement attaché à sa religion par la considération de quelques-unes des preuves qui en établissent la certitude. 3 Bde. Paris 1771.
  - Le chrétien catholique, inviolablement attaché à sa religion par la considération des miracles qui en établissent la certitude. Nouvelle édition. Société catholique des bons livres, Paris 1826.
- Il zelo meditativo di un pio solitario cristiano e cattolico espresso in una serie di riflessioni, e di affetti. Fontana, Turin 1774 («La voix du zèle»).
- vermuteter Autor: La pietà forte o sia Il carattere de’ primi tre secoli della chiesa. Freiburg (Schweiz) 1777 («La piété forte»).
- Le solitaire chrétien et catholique. 2 Bde. Piller, Freiburg (Schweiz) 1778.
  - Disinganni, o sia il solitario cristiano cattolico. Ohne Ort 1778.
- vermuteter Autor: Réflexions sur les ordres religieux ou Conseils de conscience à un homme en place qui les a demandés. Morin, Paris 1789.